# Rue du Marché aux Peaux
 (mars 2023).
Si vous disposez d'ouvrages ou d'articles de référence ou si vous connaissez des sites web de qualité traitant du thème abordé ici, merci de compléter l'article en donnant les références utiles à sa vérifiabilité et en les liant à la section « Notes et références ».

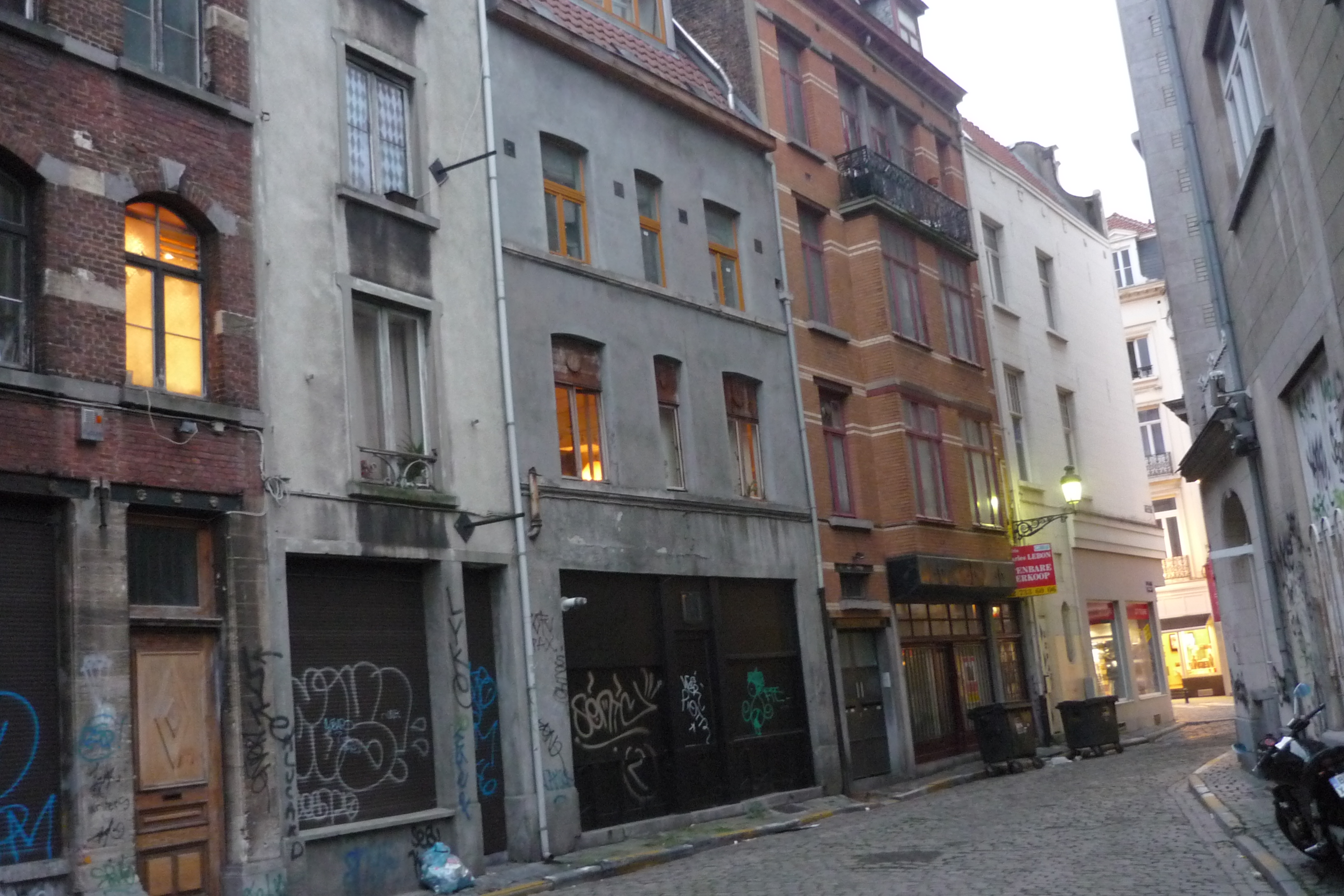
La rue du Marché aux Peaux, à quelques pas de la Grand-Place de Bruxelles, en 2012.

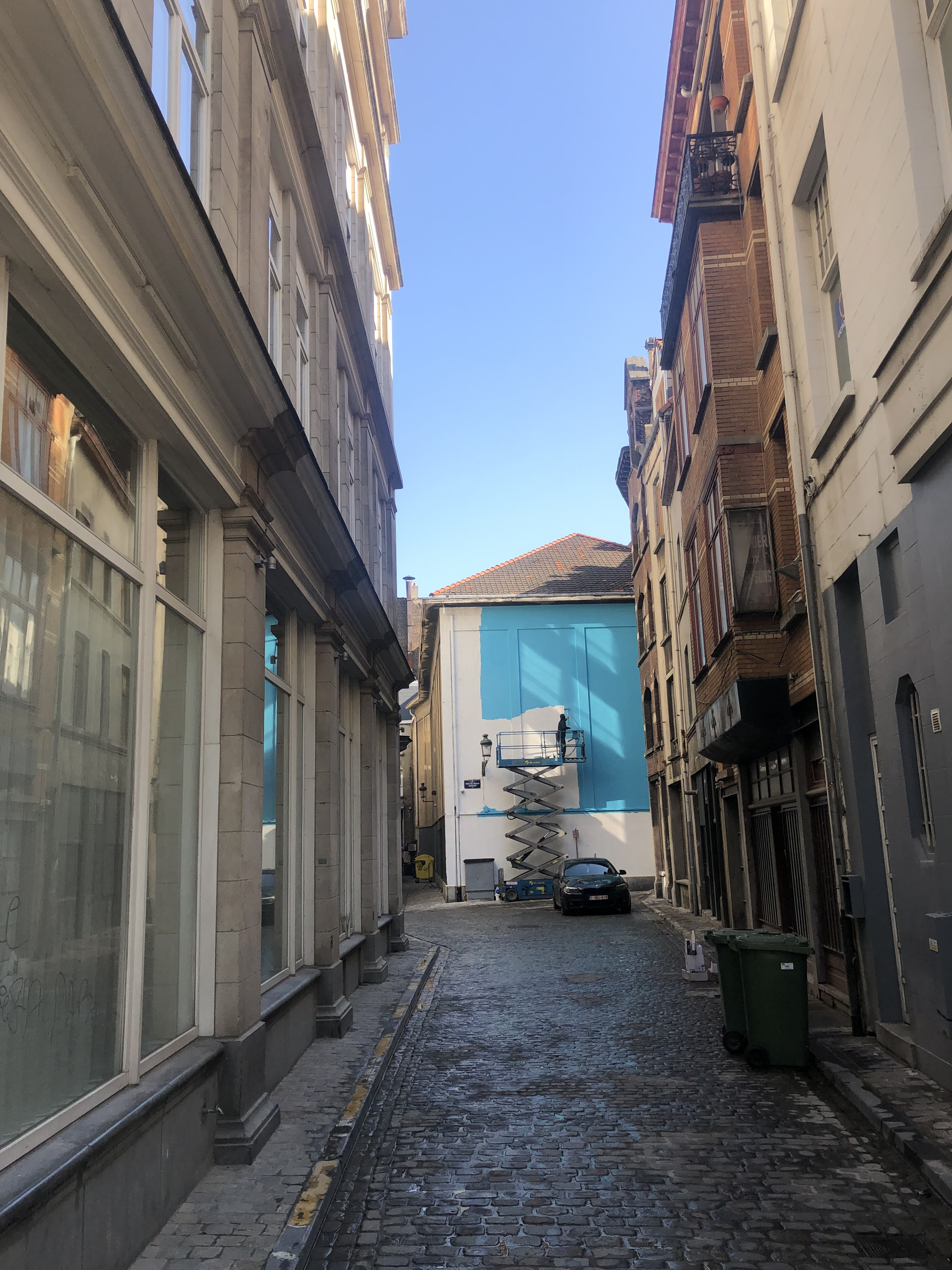
La rue du Marché aux Peaux, en 2019

La rue du Marché aux Peaux (en néerlandais : Huidenmarkt) est une rue de Bruxelles, située à quelques dizaines de mètres de la Grand-Place.
Elle commence son parcours rue du Marché aux Herbes puis se divise en l'impasse de la Tête de Bœuf (Ossekopgang) et la rue d'Une Personne. Cette dernière permet de rejoindre la rue des Bouchers.
La rue du Marché aux Peaux a été rénovée et reconstruite il y a quelques années[Quand ?]. 
Un artiste urbain de Sarajevo, Rikardo, a reçu l’autorisation de la ville de Bruxelles, dans le cadre du «  parcours urbain » de la ville, d’y créer une œuvre basée sur la fraternité entre communautés et qui promeut les liens européens entre la ville de Bruxelles et la Bosnie-Herzégovine. Le Service Européen pour l'Action Extérieure (SEAE), qui est le service diplomatique de l'UE, a apporté son soutien à son élaboration[réf. nécessaire].
Le festival Balkan Trafik a fait le suivi de production de cette œuvre dans le cadre de sa treizième édition[réf. nécessaire]. 